# Sonate pour violon et piano de Taneïev
Pour les articles homonymes, voir Sonate pour violon et piano.
La Sonate pour violon et piano en la mineur est une composition de musique de chambre de Sergueï Taneïev. Elle est composée en 1911 par Taneïev pour la jouer en tournée avec son ami Karel Hoffmann.

## Contexte et création
La Sonate pour violon en la mineur a été composée en 1911, mais elle n'a pas été publiée à l'époque et elle n'est apparue que trois décennies après la mort de Taneïev. Cette œuvre néoclassique se caractérise par une description distanciée de ses différents états d'âme et expressions, ainsi que par l'absence d'élans virtuoses : à l'exception du premier mouvement, tous les mouvements se terminent dans une nuance pianissimo.

## Structure
L'œuvre se compose de quatre mouvements :
1. Allegro
2. Andante cantabile
3. Menuet
4. Allegro ma non troppo

La durée d'exécution est d'environ vingt-quatre minutes.

## Analyse

### Allegro
Le premier mouvement est de forme sonate. Le motif principal, caractérisé par un rythme fortement pointé, est suivi d'un second sujet chantant dans la tonalité relative de do majeur. Les deux instruments participent de manière égale à l'introduction des deux thèmes, Taneïev tirant astucieusement les phrases d'accompagnement respectives de son matériau mélodique. Le développement est basé principalement sur le premier thème, qui devient le sujet d'un passage imitatif. La réexposition, dans laquelle le thème secondaire est entendu en la majeur, se termine brusquement par une cadence en la mineur.

### Andante cantabile
Le mouvement lent en fa majeur, sans prétention, évoque une « romance sans paroles » mendelssohnienne. Taneïev y juxtapose un premier sujet léger à un motif en mode mineur accompagné de croches pulsées. Comme dans le premier mouvement, une phrase dérivée du motif principal se transforme en figure d'accompagnement.

### Menuet
Dans le menuet, à la fois enjoué et mélancolique, Taneïev revient à la tonalité principale. Le rythme à 
 caractéristique du mouvement est agrémenté d'accents syncopés. Dans la section centrale, intitulée "Musette", Taneïev utilise efficacement les cordes à vide du violon comme bourdons. La reprise de la section principale est suivie d'une courte coda dans laquelle tous les éléments thématiques se rejoignent.

### Allegro ma non troppo
Le dernier mouvement commence par un thème apparemment conventionnel qui, cependant, prend immédiatement des chemins inhabituels, Taneïev taquinant l'auditeur avec des longueurs de phrases variées et des contrepoints toujours changeants. La section centrale, très chantante, contraste efficacement avec le rythme saisissant du motif principal, dont la récapitulation conduit à une coda conciliante en la majeur.

### Ouvrages généraux
- François-René Tranchefort, Guide  de la musique de chambre, Paris, Fayard, coll. « Les indispensables de la musique », 1998 (1re éd. 1989), 995 p. (ISBN 2-213-02403-0), p. 884